# Satsuki Yukino
Yuki Inoue (井上 由起?, Inoue Yuki; Kyoto, 25 maggio 1970) è una doppiatrice giapponese.
Tuttavia è meglio conosciuta con il nome d'arte Satsuki Yukino  (雪野 五月?, Yukino Satsuki). Yukino era un membro dell'agenzia di talenti Ken Production fino al 2016.
Yukino è assai conosciuta per aver prestato la voce a Kagome Higurashi in Inuyasha, Yoruichi Shihouin in Bleach, Kaname Chidori in Full Metal Panic!, Mion e Shion Sonozaki in Higurashi no Naku Koro ni, Mutsumi Otohime in Love Hina, Milly Thompson in Trigun e Mirei Sakaki in Hitohira.

## Doppiaggio

### Anime
- 009-1 (2006) - Vanessa Ibert/009-3
- Angelic Layer (2001) - Tamayo Kizaki
- Battle Spirits - Dan il Guerriero Rosso (2009) - Magisa
- Battle Spirits - Brave (2010) - Stella Korabelishchikov
- Bleach (2004) - Yoruichi Shihōin (forma umana)
- Blue Drop: Tenshi-tachi no Gikyoku (2007) - Michiko Kōzuki
- Bubblegum Crisis Tokyo 2040 (1998) - Sylia Stingray
- Captain Tsubasa Road to Dream (2002) - Misaki Taro (child)
- Clannad (2007) - Misae Sagara
- Guerriere Claymore (2007) - Raffaella
- Cosmowarrior Zero (2001) - Maetel
- Cyborg 009 (2001) - Cyborg 003 - Francoise Arnoul
- Deltora Quest (2007) - Madre di Lief
- Tantei gakuen Q (2003) - Sakurako Yukihira
- Detective Conan (2017) - Momiji Ooka
- Devichil (2000) - Hippou
- D.Gray-man (2006) - Moore Heese
- Excel Saga (1999) - Ropponmatsu
- Full Metal Panic! tutte e tre le serie (2002, 2003, 2005) - Kaname Chidori
- Fullmetal Alchemist: Brotherhood (2009) - Rosé Thomas
- Fushigi Yuugi Genbu Kaiden (2006) - Takiko Okuda
- Gallery Fake (2005) - Sayoko Mitamura
- Generator Gawl (1998) - Masami
- Genshiken (2004) - Saki Kasukabe
- GetBackers (2002) - Kaoru Ujiie
- Gintama (2006) - Shimura Tae
- Gun Sword (2005) - Yukiko Steavens
- Jigoku Shōjo - Ayaka Kurenai
- Jōkamachi no Dandelion (2015) - Satsuki Sakurada
- Joshi Kōsei (2006) - Akari Kouda
- Higurashi no Naku Koro ni (2006) - Mion e Shion Sonozaki
- Higurashi no Naku Koro ni Kai (2007) – Mion e Shion Sonozaki
- Hitohira (2007) - Mirei Sakaki] (2006)
- Hikaru no go (2002) - Ichikawa-san
- Inuyasha (2000) - Kagome Higurashi
- Jinki:EXTEND (2005) - Shizuka Tsuzaki
- Keroro (2006) - Pururu
- La legge di Ueki (2004) - Marilyn Cary
- Le bizzarre avventure di JoJo: Stardust Crusaders (2014-2015) - Nena
- Love Hina (2000) e Love Hina Again (2002) - Mutsumi Otohime
- Madlax (2004) - Vanessa Rene
- Maetel Legend - Sinfonia d'inverno (2000) - Maetel (all'età di 15 anni)
- Monogatari Series - Second Season (2013) - Gaen Izuko
- Narutaru (2003) - Hoshimaru, Mamiko Kuri, Jun Ezumi
- Natsume's Book of Friends (2008-2009) - Hiiragi
- One Piece (1999) - Tajio
- Overlord (2015) - Brita
- Pani Poni (2005) - Rei Tachibana
- Planetes (2003) - Ai Tanabe
- Pokémon (1997) - Inko
- Pretear - La leggenda della nuova Biancaneve (2001) - Mayune Awayuki
- R.O.D the TV (2003) - Nenene Sumiregawa
- Rinne (2015) - Tamako
- Sailor Moon Crystal (2015) Kouan
- Sempre più blu (2002) - Tina Foster
- Shōkan kyōshi real bout high school (2001) - Azumi Kiribayashi
- Suite Pretty Cure (2011) - Maria Hojo
- Smile Pretty Cure! (2012) - Masako Hino
- Soreyuke! Uchū senkan Yamamoto Yōko (TV) (1999) - Momiji Kagariya
- Trigun (1998) - Milly Thompson
- Ultra Maniac (OAV) (2002) - Ayu Tateishi
- Virgin Fleet (1991) - Satsuki Yukimizawa
- X/1999 (2001) - Hokuto Sumeragi
- Zatch Bell! (2003) - Yuuta Akiyama

### Anime CD
- Kagome Higurashi singing たったひとつの約束- Just One Promise (Tatta Hitotsu no Yakusoku)
- Inuyasha con Kagome Higurashi in 蒼き野生を抱いて- Embrace the Untamed Wilderness (Aoki Yasei o Daite)
- Higurashi no Naku Koro ni - Higurashi no Naku Koro ni Character CD Vol. 2

### Videogiochi
- Ai yori aoshi - Tina Foster
- Bleach: Blade Battlers - Yoruichi Shihōin
- Blue Blaster - Elsass Lothringen
- Crimson Tears - Asuka
- Higurashi Daybreak (2006) - Mion e Shion Sonozaki
- Inuyasha videogiochi - Kagome Higurashi
- Jump Force - Yoruichi Shihōin
- Mobile Suit Gundam Side Story: The Blue Destiny - EXAM System AI/Marion Welch
- Moonlight Syndrome - voci aggiuntive
- Robot Alchemic Drive - Keiko Konan
- Rumble Roses - Miss Spencer/The Mistress
- Rumble Roses XX - Miss Spencer/The Mistress
- Samurai Shodown V - Mina Majikina
- Spikeout: Digital Battle Online - Linda
- Tales of Destiny 2 - Rimuru Aileron
- Tales of the Abyss - Arietta the Wild
- Tales of the Rays - Rimul Aileron, Arietta the Wild
- Tales of Crestoria - Arietta the Wild
- Tenchu: Fatal Shadows - Rin
- Unlimited SaGa - Silver Girl, Jeanne Maure
- Wrestle Angels Survivor - Mimi Yoshihara
- Zone of the Enders: The 2nd Runner - Ken Marinaris
- Super Robot Wars Z2.2 - Saisei Hen - Marilyn Catto

### CD Drama
- 7 Seeds (2003) - Hana Suguruno